# Georg Eisath
Georg Eisath (ur. 13 kwietnia 1868 w Eggenthal, zm. 25 kwietnia 1925 w Hall in Tirol) – austriacki lekarz neurolog. Opracował metodę barwienia komórek glejowych. 

## Wybrane prace
- Ueber normale und pathologische Histologie der menschlichen Neuroglia[1]. (1906)
- Paranoia, Querulantenwahn und Paraphrenia. Springer, 1915